# 循環取引
循環取引（じゅんかんとりひき、英: Round-tripping）は、複数の企業・当事者が互いに通謀し、商品の転売や業務委託などの相互発注を繰り返すことで、架空の売上高を計上する取引手法のこと。

## 概要
循環取引においては、商品やサービスそのものは最終消費者・需要家に販売・提供されず、当事者・業者の間で転売が繰り返されているだけであり、本来の意味での売上（=消費）は発生しない。なお、商社や卸売業者では、一般に商品在庫の多寡を背景に、業界仲間内で保有在庫を転売し、在庫と資金（キャッシュ）の保有比率を適正に維持するための商取引が普及している。そのため一般に商品の転売行為そのものが違法・不当として認識されているわけではなく、それを取り締まる法的根拠は無い。
しかし、循環取引では通謀し伝票をやり取りするだけで売上高が不正に操作できることから、企業の成長性を高いように仮装して金融機関の融資を容易にし、あるいは債券や株式の新規発行を有利に導く目的で行われることがあり、この場合は融資関連の調査資料や有価証券報告書に対する虚偽記載の容疑として立件・摘発の対象とされる。企業の営業責任者が売上ノルマ達成を目的として取引先業者と癒着し仮装している場合や、取引先からの短資融通を断れないまま手を染めている場合があり、内部監査や告発などにより経理資料が不公正な状態になっていることが発覚するケースも多い。

## 循環取引の例
一般に新興企業では売上高の成長性を重視する傾向にあり、利益が必ずしも計上されていなくても「将来性のある企業」として評価されることがある。そのため互いに通謀した企業が実態の乏しい商品転売やサービス受発注、バーター取引を繰り返し、売上高を不正に操作することで当該企業の成長性を演出できる余地が生じる。
この場合、毎期ごとに売上に相応した消費税や、従業員給与などの固定費が発生することとなるが、仮装された成長性を背景に毎期毎期と増資や融資の獲得を繰り返すことで欠損を補填することが可能であれば、架空での循環取引は破綻しない。
別の事例として、複数の商社・卸が仲間取引として商品在庫の転売を行っている関係において、特定の商品在庫（主に保存性の高いもの）を指定倉庫に保管したまま転売買を繰り返すうちに、かつて自社が転売したのと同数量を転買するケースがある。指定倉庫に保管したまま（場合によっては輸送中の貨物船の船荷証券を対象として）転売買を繰り返すことは商社・卸においては通常の業務であり、原油やゴム、穀物、くず鉄・銅類など産業資材のほか、冷凍食材や絞汁果汁といった中間生産物など多岐にわたり存在し、上流（原材料）からの購入以外にも同業他社からの転売買を含めて在庫の調整をおこなうことがある。転売買取引においては通常1～数%の転売買手数料（マージン）を申し出側が受け手側に支払う慣習があることから、正常な取引意識においては「転売した商品を同値で買い戻す」と確実に損失が発生する。一方で短期資金を必要とする企業は倉庫証券を転売することで資金を融通することが可能となる。
この商流を活用し、期末に保有在庫を転売し決算後に買い戻すなどの手法をもって架空の売上高が演出できる余地がある。カネボウでは決算期末に子会社に在庫を転売し期首に買い戻す不正（押し込み・宇宙遊泳）が問題とされ、上場廃止への契機となった。しかし、資本関係のない企業間においては通謀した仮装行為は監査の対象から洩れる状態となっており、複数の仲間取引を舞台とした売上操作の余地が存在する。
エンロンの事例では、デリバティブによる匿名の流通市場の存在を背景に、自社売りの電力を自社買いするという仮装売買の手法を駆使して売上高の急成長を演出した。

## カルーセルスキーム
付加価値税（英: value-added tax, VAT）の還付制度を利用して国庫から不当な利益を得るスキームとしてカルーセルスキーム（英語：carousel scheme）がある。カルーセルスキームは事業者間取引の循環を作り、その循環取引チェーンの中で、納税義務者と還付担当者を作りあげ、還付は受ける一方で納税義務者が（ミッシングトレーダーとして）義務を果たさないことで利益を得ようとするスキームであり、付加価値税の歴史が古いEUでは特に大きな問題となっており年間約500億ユーロの被害が生じているとされる。日本でもすでに同様の犯罪が行われており、2018年9月に財務省が公表した金地金密輸スキームモデルによると、香港などで金地金を購入しそれを日本に密輸し（制度上はこのさい消費税を支払うことになるがこれを支払わず）、日本国内で消費税込みで売却することで消費税分の利益を得るというものである。これは金地金の国際市場が存在することを利用したカルーセルスキームであり、本来輸入時に支払うべき消費税を納めない密輸者がミッシングトレーダーに該当する。
2017年には東京・秋葉原で免税店を運営する宝田無線電機が貴金属関連製品の製造を手掛ける明成などから仕入れた金製の工芸品を訪日外国人に900億円で販売したとして、仕入時に負担した消費税約70億円の還付を申告したところ、東京国税局の税務調査の結果、購入者が名義を貸しただけだったケースが複数あり、製品の大半は国外に出ていなかったことが確認され、仕入と買戻を繰り返す循環取引を行っていたと認定された。訪日外国人が免税対象の商品を国内で購入した場合に消費税を支払う必要はなく、事業者が申告すれば仕入時に負担した消費税が還付されるという制度を利用したものとされる。

## round trippingという用語について
"round trip"は往復旅行や周遊旅行を表現する英語であり、ウォールストリートジャーナル紙の用語解説によれば、round-trippingは「企業が収益を上げるために、見せかけの相殺取引を行うこと」とされ、FincyclopediaによればLazy Susansと表現することもあるとされる。この「round-tripping」という表現は国際投資関係において「投資家が（節税等を目的として）タックスヘイブンなど海外の特定目的会社に資金を出資し、その後、自国に直接投資という形で資金を還流させること」としても利用されるので注意が必要である。

## 循環取引が問題となった事例
- エンロン[11]
- ライブドア - メディア・リンクス[要出典]
- NECエンジニアリング（日本電気の連結子会社）[12]
- IXI[要出典]
- 加ト吉（現・テーブルマーク）[13]
- 大正8年の砂糖相場高騰に関する大阪朝日新聞の記事[14]
- 富士通関西システムズ（富士通の関係会社）[15]
- ニイウス コー[16][17]
- ジーエス・ユアサ ライティング（ジーエス・ユアサ コーポレーションの連結子会社）[18][19]
- 伊藤忠ホームファッション株式会社 （伊藤忠商事の連結子会社）[20][21]
- 広島ガス開発（「広島ガス」の子会社）[要出典]
- 古河エレコム（古河電気工業の子会社）[要出典]
- ザ・トーカイ[22][要出典]
- メルシャン[23]
- ATT （日本の企業）[24]
- インデックス・ホールディングス[25][26]
- 東芝ITサービス株式会社（東芝の連結子会社）[27]
- アーネスト[28][29]
- 宝田無線電機[6][30]
- オルツ[31][32][33][34]。